# Lucas Black
Pour les articles homonymes, voir Black.
Lucas York Black est un acteur américain, né le 29 novembre 1982 à Decatur, en Alabama. Il est surtout connu pour ses rôles de Christopher LaSalle dans NCIS : Nouvelle-Orléans à la télévision et de Sean Boswell dans plusieurs films de la saga Fast and Furious au cinéma.

## Biographie
Ses parents sont Larry, un employé de musée et Jan Black (née Keenum), employée de bureau. Il a un frère, Lee et une sœur, Lori. Il a grandi à Speake, en Alabama. Durant son enfance, il a fréquenté une église baptiste avec sa famille.
Diplômé de la Speake High School en 2001, il se montre doué pour le football, le basket et le golf et étudie la biologie des poissons, développant un intérêt pour la pêche.

### Carrière
À onze ans, il commence sa carrière dans le film À chacun sa guerre aux côtés de Kevin Costner grâce à sa mère qui répond à une audition,. Lucas Black n'a jamais pris de cours de comédie.
Il a travaillé comme mannequin pour Calvin Klein, mais s'est aussi beaucoup consacré au sport.
Il joue ensuite dans les séries américaines Chicago Hope et American Gothic, puis enchaîne les films à succès.
En 1996, il joue dans le thriller Les Fantômes du passé de Rob Reiner avec Alec Baldwin et Whoopi Goldberg.
En 1998, on lui propose de tenir le rôle principal de L'Homme qui murmurait à l'oreille des chevaux, mais il refuse car on lui demandait de modifier son accent.
En 1999, il tient le rôle principal du premier film d'Antonio Banderas en tant que réalisateur, La Tête dans le carton à chapeaux, encore un film qui se déroule dans son Alabama natale. Il y incarne Pee-Joe, le neveu de Melanie Griffith.
En juillet 2003, il achète une maison à Columbia (Missouri) après avoir joué dans le film indépendant Killer Diller, tourné à 45 minutes à l'extérieur de Columbia à Fayette.
En 2006, il est à l’affiche des deux blockbusters, Jarhead : La Fin de l'innocence avec Jake Gyllenhaal et Fast and Furious : Tokyo Drift avec le rappeur Bow Wow[réf. nécessaire].
Entre 2014 et 2019, il fait partie du casting de la série américaine NCIS : Nouvelle-Orléans dans le rôle de l'agent Christopher LaSalle, principal adjoint du héros Dwayne Pride joué par Scott Bakula. Son personnage meurt dans l'épisode 6 de la saison 6 de la série qui ne lui a survécu qu'une saison. L'acteur a pris cette décision afin de se consacrer davantage à sa famille,.
En 2015, après neuf ans d'absence dans la série de films Fast and Furious, il est à l'affiche de Fast and Furious 7 avec Vin Diesel, Jason Statham, Paul Walker et Michelle Rodriguez. Pour des questions d'emploi du temps qu'il explique à la télévision américaine en juillet 2016 dans l'émission The Chris Mannix Show (retenu sur le tournage de NCIS, Nouvelle Orléans) , il ne peut participer à Fast and Furious 8, revient dans l'opus suivant, mais ne figure pas dans l'épisode 10. Il avait pourtant été annoncé comme figurant dans le 10e film.
Tout en continuant sa carrière, Lucas Black est connu pour sa passion pour la pêche, au point de déclarer qu'il est possible qu'il cesse sa carrière d'acteur pour devenir pêcheur professionnel.
En janvier 2020, il a commencé à mettre en ligne des vidéos sur sa chaîne YouTube intitulée "Real Life Lucas Black", axée sur la pêche et la chasse.
Courant 2022, l'acteur fait une pause et laisse entendre à la presse qu'il pourrait arrêter sa carrière, mais revient au cinéma en 2024 dans Unsung Hero.

## Prises de position
Lucas Black est connu pour ses opinions conservatrices et anti-avortement. Lors de l'élection présidentielle américaine de 2020, il appelle à voter Donald Trump.
Le 6 décembre 2022, à partir de son compte Twitter, il appelle les habitants de Géorgie à désobéir au sénateur Raphael Warnock, réélu contre le candidat républicain.
Il s'est également exprimé sur les dangers de l'alcool, il a expliqué qu'il n'en boit plus depuis cinq ans, et a incité son public à la sobriété.
Lucas Black est connu comme un ardent supporter de l'équipe de football Crimson Tide de l'Alabama.

## Vie privée
Lucas Black a rencontré sa femme en 2004 durant les prises de vue du film Killer Diller.
Il est marié avec l'avocate Maggie O'Brien depuis 2010. Ils ont trois enfants, une fille, Sophie Jo Black, née en 2011 et deux fils.
Il est surnommé par ses amis "Lucky" ("chanceux").
En 2015, il a vécu une nouvelle naissance chrétienne et est devenu membre d’une église. « Ce n'est qu'à cause de Jésus que j'ai de l'espoir » déclare-t-il le 7 décembre 2022.

## Filmographie

### Cinéma

#### Longs métrages
- 1994 : À chacun sa guerre (The War) de Jon Avnet : Ebb Lipnicki
- 1996 : La Justice au cœur (Sling Blade) de Billy Bob Thornton : Frank Wheatley
- 1996 : Les Fantômes du passé (Ghosts of Mississippi) de Rob Reiner : Burt DeLaughter
- 1998 : The X-Files, le film (The X-Files: Fight the Future) de Rob S. Bowman : Stevie
- 1999 : La Tête dans le carton à chapeaux (Crazy in Alabama) d'Antonio Banderas : Peter Joseph 'Peejoe' Bullis
- 2000 : De si jolis chevaux (All the Pretty Horses) de Billy Bob Thornton : Jimmy Blevins
- 2003 : Retour à Cold Mountain (Cold Mountain) d'Anthony Minghella : Oakley
- 2004 : Friday Night Lights de Peter Berg et Josh Pate : Mike Winchell
- 2004 : Killer Diller de Tricia Brock : Vernon
- 2005 : Jarhead : La Fin de l'innocence (Jarhead) de Sam Mendes : Soldat Chris Kruger
- 2006 : Fast and Furious: Tokyo Drift (The Fast and the Furious: Tokyo Drift) de Justin Lin : Sean Boswell
- 2010 : Le Grand Jour (Get Low) d'Aaron Schneider : Buddy
- 2010 : Légion (Legion) de Scott Charles Stewart : Jeep Hanson
- 2011 : Seven Days in Utopia de Matt Russell : Luke Chisholm
- 2012 : Promised Land de Gus Van Sant : Paul Geary
- 2013 : 42 de Brian Helgeland : Pee Wee Reese
- 2014 : Transformers : L'Âge de l'extinction (Transformers: Age of Extinction) de Michael Bay : Un soldat
- 2015 : Fast and Furious 7 de James Wan : Sean Boswell
- 2021 : Fast and Furious 9 de Justin Lin : Sean Boswell
- 2022 : Legacy Peak de Aaron Burns : Jason
- 2023 : Birthright Outlaw d'Aaron Burns : Jeremiah Jacobs
- 2024 : Une voix inespérée (Unsung Hero) de Richard L. Ramsey et Joel Smallbone : Jed Albright

### Comme acteur

#### Séries télévisées
- 1995 - 1998 : American Gothic : Caleb Temple
- 1997 : Chicago Hope : La Vie à tout prix (Chicago Hope) : Dr Noah Fielding
- 1997 / 2000 : Le Monde merveilleux de Disney (The Wonderful World of Disney) : Connor Strong / James Keller
- 2014 - 2017 : NCIS : Enquêtes spéciales (NCIS)  4 épisodes (saison 11 épisodes 18 et 19 ; saison 13 épisode 12 ; saison 14 épisode 15
- 2014 - 2019 : NCIS : Nouvelle-Orléans (NCIS : New Orleans) : Christopher Lasalle

#### Téléfilms
- 2000 : The Miracle Worker : James Keller
- 2010 : Tough Trade

## Récompenses
- 1997 : Saturn Award du meilleur jeune acteur pour Sling Blade [25]
- 1997 : Young Artist Award du meilleur jeune acteur pour Sling Blade
- 1997 : Young Artist Award du meilleur jeune acteur pour Crazy in Alabama

## Nominations
- 1996 : Award Circuit Community Award : Meilleure performance commune pour Les Fantômes du passé avec Alec Baldwin, Whoopi Goldberg, James Woods, Virginia Madsen, Craig T. Nelson, William H. Macy et Susanna Thompson
- 1997 : Chlotrudis Awards : Meilleur jeune acteur pour Sling Blade
- 1997 : YoungStar Awards : Meilleur jeune acteur dans la série American Gothic
- 1997 : Screen Actors Guild Awards : Performance exceptionnelle du casting de Sling Blade avec Billy Bob Thornton, Dwight Yoakam, J. T. Walsh, John Ritter, Natalie Canerday et Robert Duvall
- 1998 : Young Artist Awards : Meilleur acteur de série dans Flash
- 2000 : Sierra Award : Espoir du jeune acteur pour All the Pretty Horses
- 2000 : Young Artist Awards : Meilleur premier rôle dans Crazy in Alabama
- 2000 : Young Artist Awards : Meilleur jeune acteur dans Crazy in Alabama
- 2001 : Young Artist Awards : Meilleure performance dans un long métrage pour All the Pretty Horses
- 2006 : Teen Choice Awards : Meilleur acteur masculin pour Fast and Furious: Tokyo Drift